# Harry Blackstaffe
Henry Thomas "Harry" Blackstaffe, född 28 juli 1868 i Islington, död 22 augusti 1951 i West Wickham, var en brittisk roddare.
Blackstaffe blev olympisk guldmedaljör i singelsculler vid sommarspelen 1908 i London.